# Versos de una...
Versos de una... es un libro de poesías publicado en 1926 bajo el seudónimo de «Clara Beter» por el autor argentino César Tiempo.
César Tiempo a su vez es el seudónimo del escritor judío ucraniano-argentino Israel Zeitlin (1906-1980).
El libro tuvo una importante repercusión en su época. En gran parte por creerse que Clara Beter era una persona real, y concretamente una prostituta judía que había decidido expresar sus penurias por medio de la poesía.
Versos de una... se publicó como el octavo volumen de la serie Los Nuevos de la editorial Claridad  y llegarían a venderse unos cien mil ejemplares, cifra sorprendente para aquellos años.
Ante el entusiasmo y las presiones de la izquierda literaria argentina por hallar a Clara Beter, a quien consideraban una fiel representante de sus ideales, el verdadero autor, César Tiempo, terminaría confesando la impostura.

## Contexto histórico

### Argentina en el primer tercio del sigloXX
Con la sanción de la Ley Sáenz Peña en 1912, que sancionó el voto secreto, obligatorio y «universal», terminó la serie de gobiernos conservadores y permitió la llegada al poder de la Unión Cívica Radical en 1916 con Hipólito Yrigoyen como presidente. Los radicales se mantendrían en el poder, aunque divididos entre yrigoyenistas y antipersonalistas, hasta 1930, año en que un golpe de Estado inauguraría un período conocido en la historiografía argentina como la 'Década infame'.
Por aquella época llegaban a la Argentina grandes oleadas de inmigrantes, en mayor cantidad provenientes de Italia y España, aunque también polacos, alemanes, rusos, turcos, y de muchos otros países. Entre 1880 y 1914 llegaron aproximadamente dos millones de italianos, y fueron superados en cantidad por los españoles que comenzaron a llegar a partir de 1905. La comunidad judía se fue haciendo cada vez más numerosa, debido principalmente a la inmigración desde Europa del este.
Desde Europa también llegaron idearios anarquistas y socialistas que influyeron en el movimiento obrero. Grandes protestas y rebeliones obreras fueron: la Semana roja en 1909, la Semana Trágica en 1919, y la Patagonia rebelde entre 1920 y 1921.
El tango, originalmente surgido en los burdeles y ambientes marginales, gracias al aporte de artistas talentosos fue tomando mayor notoriedad y prestigio, hasta instalarse definitivamente en la cultura argentina.

### La prostitución en Buenos Aires

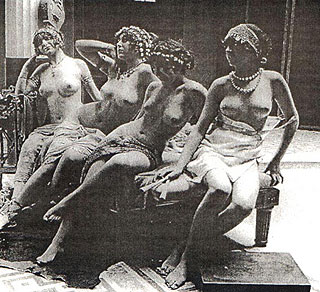
Prostitutas posando, Argentina, principios del siglo.

La proliferación de la prostitución y la trata de personas en Buenos Aires, desde inicios del siglo XX hasta la década del 30, era comparable al de los centros prostibularios más importantes del mundo.
Buenos Aires era un terreno fértil y lucrativo para este tipo de actividades, en gran parte por la inmigración, mayormente masculina, que recibía año tras año.
En 1906 es fundada la Sociedad Israelita de Socorros Mutuos Varsovia, más conocida como la Zwi Migdal. Se trataba de una extensa organización criminal conformada por proxenetas de origen judío, dedicada a la captación de muchachas en diversos países de Europa, normalmente por medio de engaños, para luego traerlas a Argentina y prostituirlas forzosamente. La mayoría de las víctimas eran también de origen judío. La Zwi Migdal tenía su sede en Buenos Aires, pero también operaba en el resto del país. Esta red de proxenetas sufrió siempre el fuerte repudio del resto de la colectividad judía, la cual le negaba la entrada a sus mutuales, sinagogas, e incluso el entierro en el cementerio.
A pesar de todo, la Zwi Migdal duraría en su actividad hasta 1930, año de su disolución.

### Ámbito literario
1926, año de la publicación de Versos de una..., fue un año memorable para la literatura argentina por haberse publicado también otras dos obras de gran trascendencia: El juguete rabioso de Roberto Arlt y Don Segundo Sombra de Ricardo Güiraldes.
En la década de 1920 la juventud literaria se aglutinó en dos grupos enfrentados: Boedo y Florida. Se diferenciaban por su estatus social, pero también por su concepción del arte. Mientras los del grupo de Florida solían provenir de clases sociales más altas y eran afines al ultraísmo, los de Boedo eran de origen más humilde y más preocupados por una literatura social y realista. Además en Florida predominaban los poetas, mientras que en Boedo lo hacían los prosistas. La revista Martín Fierro era emblemática del grupo de Florida, mientras que el grupo de Boedo se vinculaba con la revista Los Pensadores y la Editorial Claridad.

## El autor

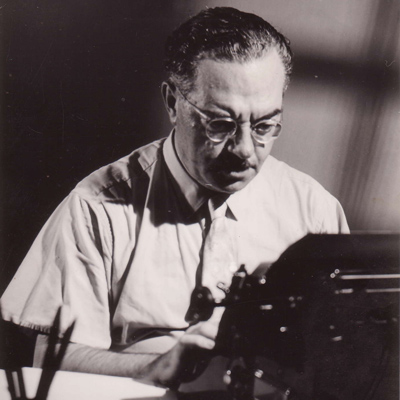
César Tiempo

César Tiempo nació en Ekaterinoslaw (actual Dnipropetrovsk), Ucrania, en 1906 en el seno de una familia judía, siendo su nombre de nacimiento Israel Zeitlin. A fines de ese mismo año emigró junto a su familia hacia la Argentina. Desde muy joven comenzó a escribir poesías y a enviarla a diversos periódicos intentando su publicación. Su primer libro fue justamente Versos de una... en 1926. Luego continuaría una fructífera carrera como periodista, poeta, narrador y dramaturgo. Una constante en su vida fue el compromiso con los asuntos judíos.

## Génesis de la obra

### Inspiración
Aparentemente el libro se inició como una especie de broma juvenil de César Tiempo, cuando este aún no había cumplido los dieciocho años de edad, «circunstancia que atenúa la magnitud de la fechoría», según manifestó el autor años más tarde.
Según Tiempo por aquellos días había leído los Diálogos de Platón y la siguiente frase, atribuida a Sócrates: «Un poeta, para ser un verdadero poeta, no debe componer discursos en verso, sino inventar ficciones», lo había sugestionado, además de estar «ganoso de dar candonga a los camaradas mayores que se resistían a creer en los talentos del mequetrefe» según sus palabras.
Otro suceso que quizás pudiera haber influenciado al joven César Tiempo, es el haberse enterado de la "broma" que dos jóvenes limeños le hicieron, en 1904, a Juan Ramón Jiménez. Estos, al no poder conseguir con facilidad sus libros, decidieron escribirle fingiéndose mujer, y al cabo de algunas cartas el poeta terminó enamorándose.

### El seudónimo
Según explica el propio César Tiempo, tanto el nombre y el apellido utilizado como seudónimo tenían sus motivos:
‘Clara’ es por ‘Kátinka’ la protagonista de Resurrección, novela de León Tolstói; mientras que ‘Beter’ sería una reminiscencia gorkiana que significa ‘amargo’.

### Los primeros versos
Los primeros versos a nombre de Clara Beter fueron dedicados a Tatiana Pavlova y publicados en la revista Claridad, acompañados por una ilustración del artista Manolo Mascarenhas. En ellos Clara Beter se dirige a Tatiana Pavlova como si fuese una vieja amiga de la infancia, de la Ucrania natal.
El poema, titulado «Versos a Tatiana Pavlova», constaba de siete estrofas de cuatro versos alejandrinos cada una, y comenzaba de la siguiente manera:

¿Te acordás de Katiuchka, tu amiga de la infancia,
 «Versos a Tatiana Pavlova».

Luego de algunas estrofas se resaltaba el contraste entre las diferentes vidas que habían seguido:

Mas, pasaron los años y nos llevó la vida

por distintos senderos: tú eres grande ¿y feliz?

y yo... Tatiana, buena Tatiana, si te digo

que soy una cualquiera, ¿no te reirás de mí?
 «Versos a Tatiana Pavlova».

Según el propio César Tiempo «la tónica de los versos engarzaba con puntualidad prefabricada en la estética redentorista de Boedo».
Poco días después de publicados los «Versos a Tatiana Pavlova», se hacen eco en el Uruguay donde Alberto Zum Felde dedica su glosa de El Día a Clara Beter.

## La obra

### Publicación

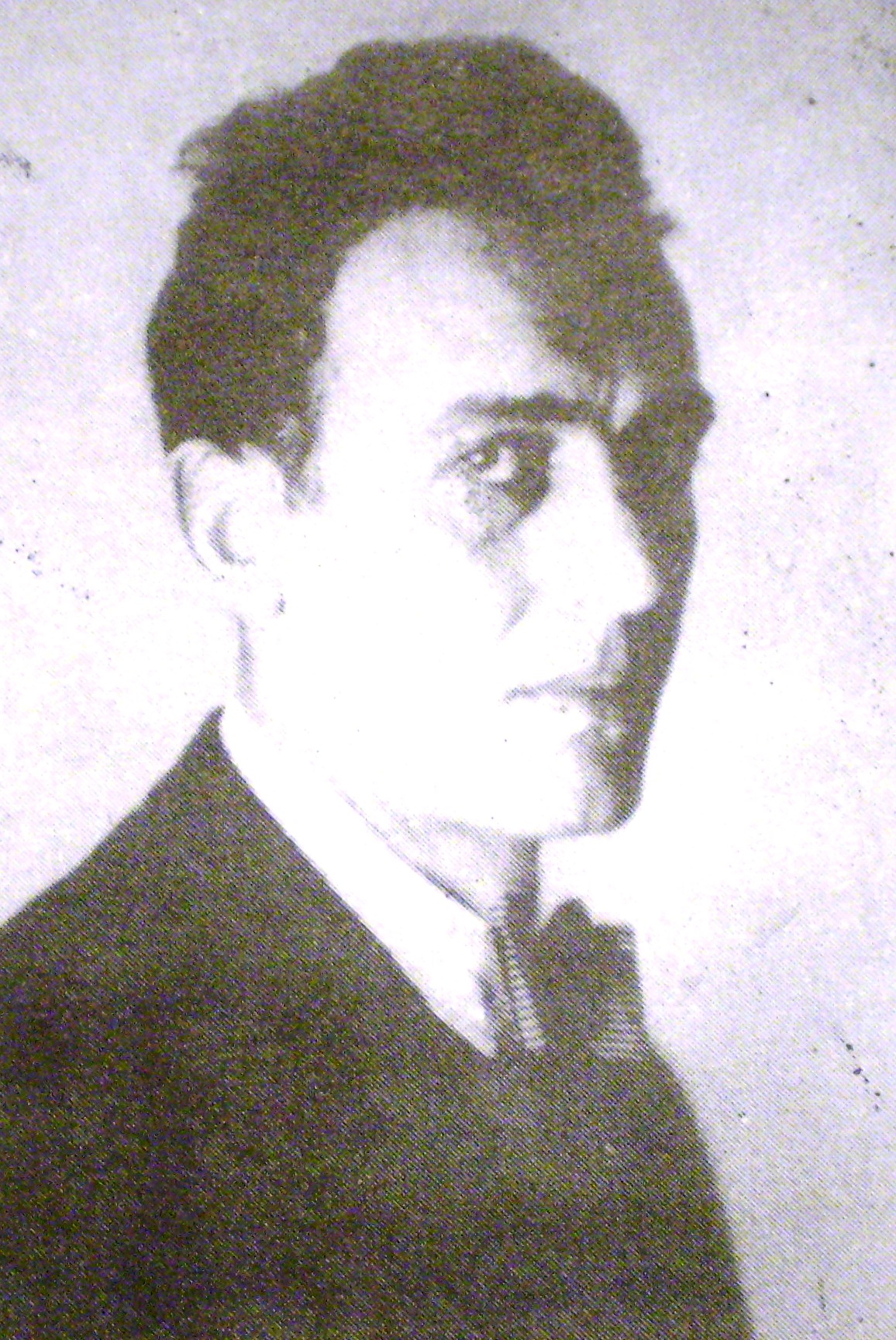
Elías Castelnuovo, prologuista de Versos de una...

El grupo de Boedo recibió con gran entusiasmo los versos. Especialmente Elías Castelnuovo expresó enormes elogios, tanto para el poema, como para la autora. Se resolvió entonces contactar con Clara Beter y estimularla a seguir escribiendo.
César tiempo continúo entonces enviando poemas, con el nombre de Clara Beter, a la redacción de la revista Claridad. Los versos llegaban por correo, con remitente en Rosario, en donde se alojaba Manuel Kirchbaum, amigo del escritor y «dueño de una caligrafía pasmosamente parecida a la de Alfonsina Storni».
Luego de varias cartas, y recopilados ya una buena cantidad de poemas, se dispuso publicar el libro con el título Versos de una... en 1926, apareciendo como el octavo volumen de la serie Los Nuevos de la editorial Claridad.
Elías Caltelnuovo fue el prologuista del libro, firmando con el seudónimo de 'Ronald Chaves'.
Un fragmento de su prólogo:

Clara Beter es la voz angustiosa de los lupanares. Ella, reivindica con sus versos la infamia de todas las mujeres infames. Todos estos escritores traen un elemento nuevo a nuestra literatura: la piedad.(...) Ella cayó y se levantó y ahora nos nuestra la historia de sus caídas. Cada composición señala una etapa recorrida en el infierno social de su vida pasada. Esta mujer se distingue completamente de las otras mujeres que hacen versos por su espantosa sinceridad.
Prólogo a la primera edición.

### Contenido
La poesías estaban precedidas por el siguiente epígrafe: «Entonces Jesús dijo: "Aquel de vosotros que se halle exento de pecado, que arroje la primera piedra,"», el cual, en palabras de Estelle Irizarry, sirve para preparar la reacción del lector ante las confesiones de Clara Beter.
El libro contenía cuarenta y cuatro poemas, titulados:
«Quicio»,
«Versos a Tatiana Pavlova»,
«Canción de la prosa cotidiana»,
«Ayer y hoy»,
«Amorío ciudadano»,
«Leyendo»,
«Presentimiento»,
«Sol poeta»,
«Un lejano recuerdo»,
«Patio de la infancia»,
«Alacridad»,
«Contrición»,
«Fatalidad»,
«Destino»,
«Otoño»,
«No me beses las manos»,
«A un obrero»,
«A mi libreta de ahorros»,
«Lo irremediable»,
«Rosa de Jericó»,
«Vida»,
«En la calle Florida»,
«Ronda infantil»,
«Mediodía»,
«Llueve»,
«La calle»,
«Desnuda»,
«Actitud»,
«Compasión»,
«Mi dolor»,
«Frente al océano»,
«Filosofía»,
«Mancer»,
«Canción ciudadana»,
«En el Ba-ta-clan»,
«Versos de antaño»,
«Impresión»,
«Atavismo»,
«Mañana el sol en Echesortu»,
«A las 23:30»,
«Sopla, viento bienhechor»,
«Episodio»,
«Sentimientos naturales» y
«Estancias del porvenir ilusorio».

### Temas y estilo
La mayoría de los poemas son de tono autobiográfico. Según Estelle Irizarry: «Tiempo dota a su ficción de un pasado, presente y futuro, repleto de detalles verídicos». Así, por ejemplo, aunque la mayor parte de sus poemas tratan sobre su vida actual, en «Versos a Tatiana Pavlova» y «Patio de la infancia» Clara Beter recuerda su lejano pasado, mientras que en «Presentimiento», «Visión», «Fatalidad» y «Destino» presenta sus temores o esperanzas con respecto al futuro.
Como es de esperar, muchos de sus versos Clara Beter hace mención, directa o indirecta, de su situación de prostitución, como por ejemplo:

Me entrego a todos, mas no soy de nadie;

para ganarme el pan vendo mi cuerpo

¿qué he de vender para guardar intactos

mi corazón, mis penas y mis sueños?
 «Quicio»

El lenguaje empleado en los poemas es sencillo y se hace mención a objetos e imágenes muy cotidianas: "pan", "leche", "sopa", "sol", "manos", son algunas palabras que aparecen con bastante frecuencia en la obra.
Sin embargo tampoco cae en un lenguaje callejero, sino que utiliza un español culto, con influencias modernistas y posrománticas, que puede observarse en expresiones tales como, por ejemplo, «vaso de acíbar» o «salacidad de fauno».
Una técnica muy recurrente es la interrogación retórica:

cómo conservo el alma tan suave y tan serena

si el dolor es mi amante y la angustia mi pan?
Fragmento de «Rosa de Jericó».

Al respecto Irrizarry comenta: «¿Cómo dudar de la existencia de Clara Beter cuando ella misma nos confronta con su propia sorpresa ante su modo de ser?»

## Repercusiones

### Repercusión inmediata
No existían precedentes de una prostituta dedicada a la actividad poética.
Llegarían a venderse unos cien mil ejemplares del libro y se pensaría en hacer una película. Algunos se atribuirían la paternidad de la obra, como por ejemplo Carlos Serfaty, que la inscribiría a su nombre en el Premio Municipal de Poesía.
Georg H. Neuendorff traduce la obra al alemán. Roberto Ibáñez publica un estudio en La Pluma de Montevideo, Alberto Guillén publica otro en La Linterna de Diógenes en San José de Costa Rica, y Rómulo Meneses escribe un ensayo que puede leerse en su libro Nuestra unidad y otros panoramas.

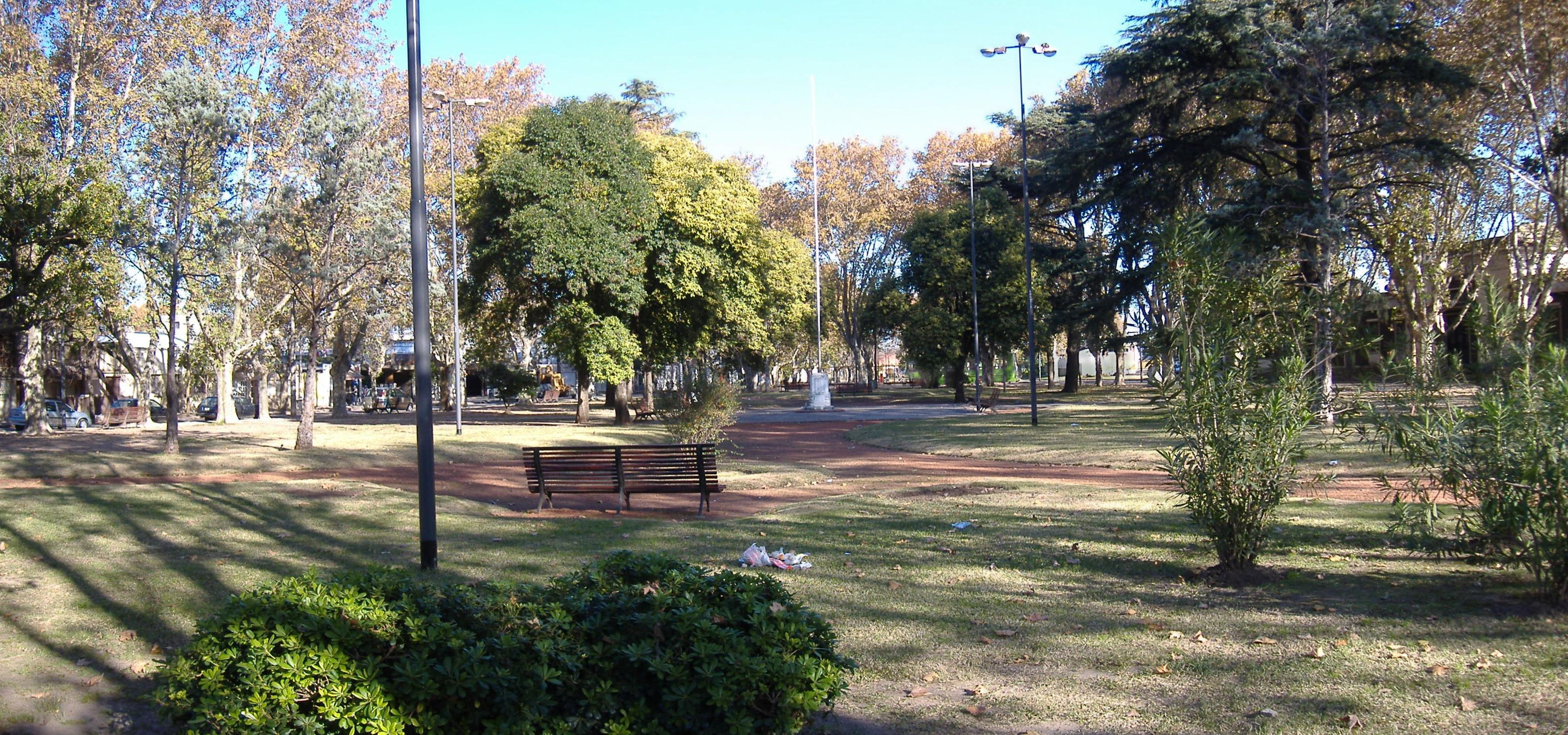
Echesortu, barrio en donde supuestamente vivía Clara Beter.

El grupo de Boedo iniciaría una ardua búsqueda de la autora. Entre otras cosas se insistía en que Clara Beter escribiera una novela.
Elías Castelnuovo, al frente del movimiento, envió a dos amigos suyos, el poeta Abel Rodríguez y el escultor Erminio Blotta a verificar el supuesto domicilio de Clara Beter. Estos, al no encontrarla allí, comenzaron a buscarla por las inmediaciones hasta que hallaron a una «pupila» francesa, que, al ser confundida con la autora buscada, abordaron al grito de «¡Vos sos Clara Beter! ¡Hermana! ¡Hermana! ¡Venimos a salvarte!», fue necesaria la intervención de la policía para resolver el malentendido.
A pesar de las dudas que se irían generando sobre la existencia de Clara Beter, Castelnuevo insistiría: «Rezuman demasiada verdad los versos, para atribuirlos a una imaginación desgobernada. Clara Beter existe».
Ante tantas presiones, César Tiempo, terminaría confesando su autoría y la inexistencia de Clara Beter. Algunos, como Alberto Zum Felde, Alberto Guillén y García Monge, aplaudirían la broma. Sin embargo Castelnuovo publicaría un artículo diciendo que todos se sentían defraudados, y César Tiempo escribió: «Pues tal prostituta había resultado un prostituto. El prostituto era yo».

### En años posteriores
Inspirada en la broma, apareció una farsa teatral llamada Clara Beter vive, obra también de César Tiempo, en 1941.
En 1974, César Tiempo publicaría Clara Beter y otras fatamorganas contando detalles autobiográficos sobre los distintos aspectos de la obra.
A pesar de ser requerido por los editores, César Tiempo se negaría durante años a una reedición de Versos de una... por estar «avergonzado de la superchería», aunque finalmente termina aceptando una segunda edición que aparecería en 1977 por la editorial Rescate. En esta segunda edición se agregaría también un estudio de Estelle Irizarry y un texto del propio César Tiempo titulado «La hija de Clara Beter cierra el libro» en donde la supuesta hija reivindica a su madre.
En 1998 se publicaría una tercera edición por parte de la editorial Ameghino'.
En 2012 sería fundada en Buenos Aires una editorial de poesía y narrativa cuyo nombre recordaría a la autora apócrifa de Versos de una...: Clara Beter Ediciones.